# Stephen Resnick
Stephen Alvin Resnick (* 24. Oktober 1938; † 2. Januar 2013) war ein Anhänger der so genannten Heterodoxen Ökonomie. Sein Werk, meist gemeinsam mit Richard D. Wolff verfasst, widmete sich Themen der Marxistischen Wirtschaftstheorie, der Methodenlehre und der Klassenanalyse. Sein Ansatz ist post-marxistisch und von der Sichtweise Louis Althussers geprägt.

## Biographie
Resnick erwarb 1960 den Bachelor in Wirtschaftswissenschaften an der  University of Pennsylvania und promovierte 1964 am Massachusetts Institute of Technology. Seine Dissertation befasste sich mit ökonometrischen Analysen des Europäischen Marktes. Sein Frühwerk an der Yale University wurde von Stephen Hymer begleitet und bezog sich auf Themen der Wirtschaftsentwicklung und der Internationalen Politischen Ökonomie.
Nach einer kurzen Beschäftigung am City College of New York (1971–1973) begann Resnick 1973 an der University of Massachusetts Amherst Wirtschaftswissenschaften zu unterrichten. Er arbeitete mit Richard D. Wolff zusammen. Seit dieser Zeit publizierten sie eine Vielzahl von Artikeln. Dabei entwickelten sie einen nichtdeterministischen Ansatz der Klassenanalyse. Themengebiete waren unter anderem der Außenhandel, Konjunktur, die Sowjetunion und der Vergleich marxistischer und nichtmarxistischer Konzepte.
Resnick wie Wolff nahmen Louis Althussers und Étienne Balibars Reading Capital als Ausgangspunkt und dokumentierten eine sehr scharfsinnige Analyse von Karl Marx’ Kapital in ihrem einflussreichen Werk Knowledge and Class. 
1989 gründete Resnick mit Kollegen und Studenten Rethinking Marxism, eine akademische Zeitschrift, die sich der Weiterentwicklung der marxistischen Wirtschaftstheorie widmet. Bis 1994 war er Vorstandsmitglied, danach Mitglied des advisory board. Resnick unterrichtete auch nach seiner Emeritierung an der University of Massachusetts Amherst. Er erhielt mehrere Auszeichnungen für die universitäre Lehre.
Resnick starb am 2. Januar 2013 an Leukämie.

## Publikationen (Auswahl)
- mit Richard D. Wolff: Economics: Marxian versus Neoclassical Johns Hopkins Press, Baltimore 1987.
- mit Richard D. Wolff: Knowledge and Class: A Marxian Critique of Political Economy University of Chicago Press, Chicago 1987.
- mit J.K. Gibson-Graham, Richard D. Wolff: Class and Its Others Minnesota University Press, Minneapolis 2000.
- mit J.K. Gibson-Graham, Richard D. Wolff: Re/Presenting Class: Essays in Postmodern Marxism Duke University Press, Durham NC. 2001.
- mit Richard D. Wolff: Class Theory and History: Capitalism and Communism in the USSR Routledge, NY. 2002.
- mit Richard D. Wolff: New Departures in Marxian Theory (Economics as Social Theory) Routledge, NY. 2006.
- mit Richard D. Wolff: Contending Economic Theories: Neoclassical, Keynesian, and Marxian The MIT Press, 2012.